# Reepham
Reepham är en stad och civil parish i Broadland, Norfolk, England. Parish hade 2 455 invånare (2001).